# Monasterio de la Cartuja (Sevilla)
El monasterio de Santa María de las Cuevas, también conocido como monasterio de la Cartuja, está situado en la isla de la Cartuja de Sevilla (Andalucía, España). 
Es uno de los cuatro monasterios cartujos que hay en Andalucía. Desde 1990 es sede del Instituto Andaluz del Patrimonio Histórico y en 1997 se incorporan el Centro Andaluz de Arte Contemporáneo y el rectorado de la Universidad Internacional de Andalucía.

## Historia

### Antecedentes

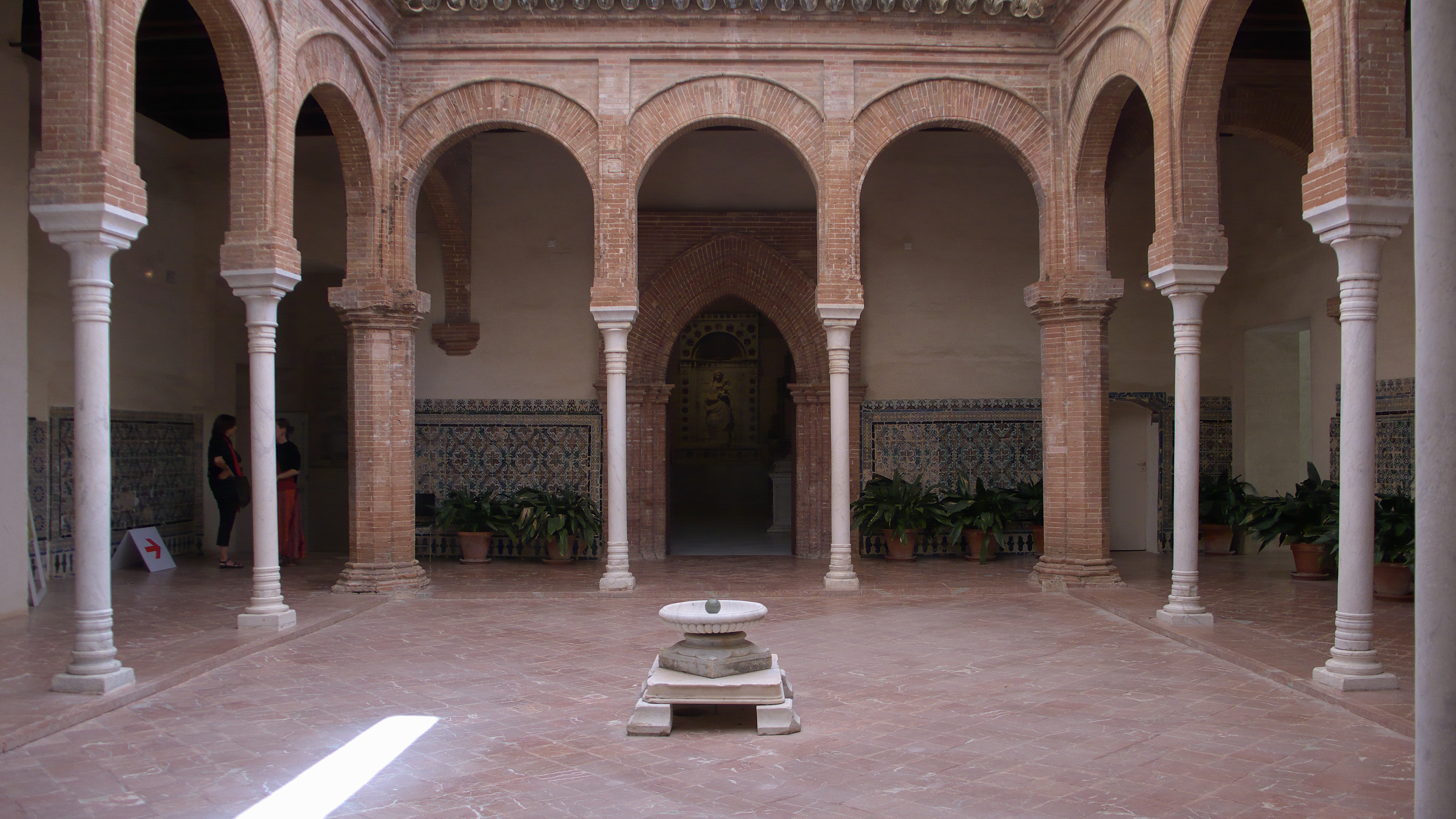
Claustro,

Antes de pasar a ser terreno monástico, los almohades en el siglo XII le dieron uso ubicando en el lugar hornos alfareros de cocción aprovechando su situación junto al río y dada la existente abundancia de arcillas que la extraían labrando cuevas (más tarde continuarían con la extracción de arcilla también los alfareros de Triana). Una leyenda dice que en 1248 se halló una imagen de la Virgen María en una de las cuevas (supuestamente escondida durante la época musulmana). En esta zona se construyó la ermita Santa María de las Cuevas, en la que se situó esta imagen.

### Fundación de la Cartuja

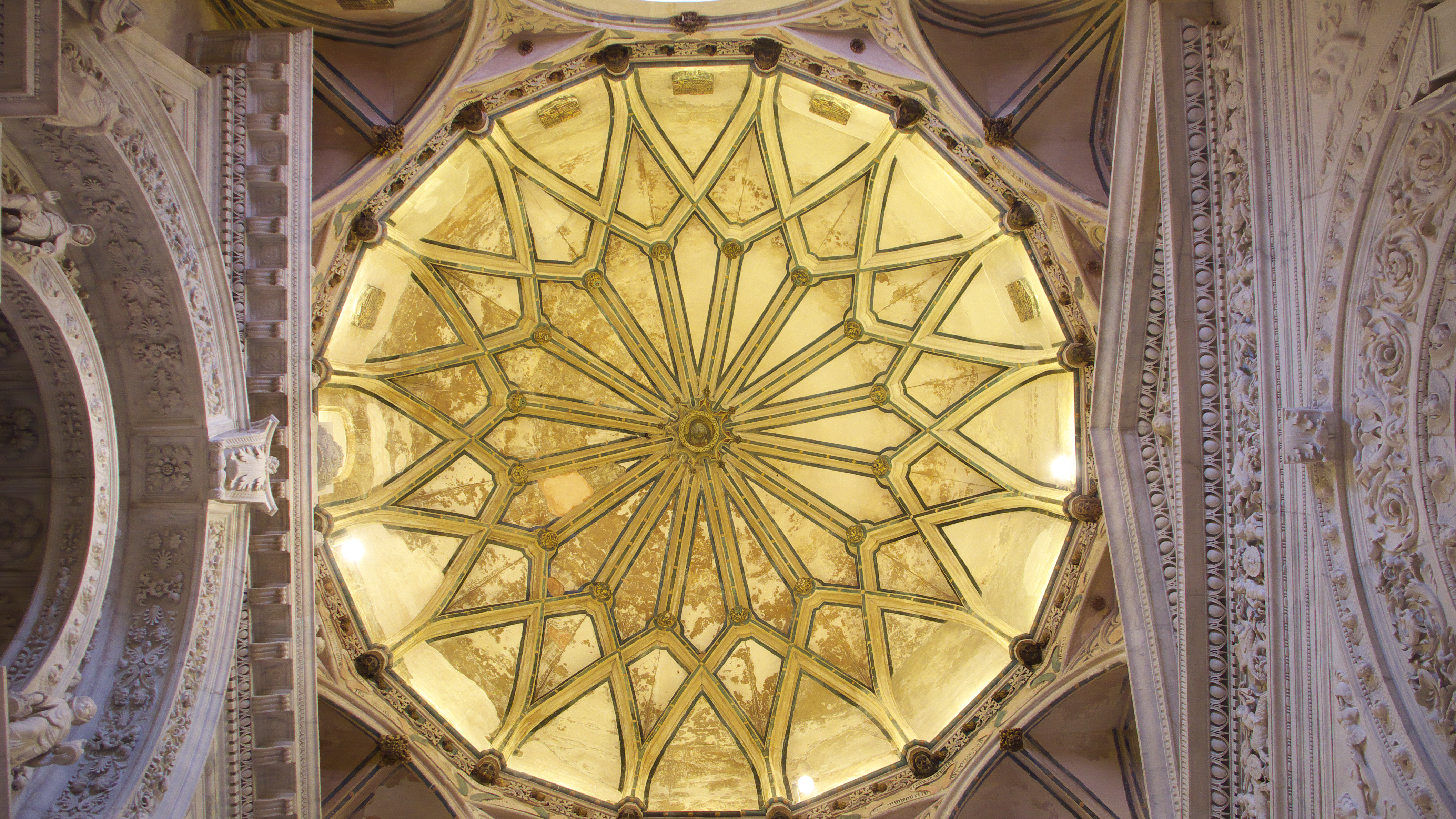
Cúpula gótico-mudéjar,

A finales del siglo XIV el arzobispo Gonzalo de Mena y Roelas entregó la ermita de las Cuevas a los franciscanos, que comenzaron las gestiones para fundar un monasterio en este lugar.
La Orden de los Cartujos fue fundada por el alemán Bruno de Colonia en el siglo XI en el valle de Chartreuse, cerca de Grenoble, Francia.
Ruy González de Medina, caballero veinticuatro de Sevilla y tesorero de la Casa de la Moneda, había conocido a la Orden de los Cartujos en el monasterio de El Paular, Comunidad de Madrid, cuando estaba en la corte de Juan I de Castilla. González aconsejó al arzobispo de Sevilla, Gonzalo de Mena y Roelas, que promoviese la instalación de esta orden en la ciudad. El arzobispo contó con la autorización de la orden en 1398. En el 1400 vinieron de El Paular los cartujos Juan Carrillo, Juan Fernández Gallego, Juan de Orduña, Toribio de Madrigal y el lego Juan de Soria. El arzobispo les entregó la ermita de las Cuevas y adquirió para ellos heredades y bienes por valor de 20.000 doblas moriscas.
En el 1400 el arzobispo llegó a un acuerdo con los franciscanos, a los que, a cambio de la ermita, les fueron entregados un templo en San Juan de Aznalfarache, que había sido iglesia parroquial, y la Iglesia de San Juan de Moraniña, en la localidad de San Juan del Puerto, del condado de Niebla.
En 1401 los cartujos tomaron posesión de la ermita. El arzobispo entregó al fraile regidor, Juan Fernández, fondos para los primeros gastos y la compra de algunos terrenos. Ese año el arzobispo murió sin testamento y sus bienes pasaron a la curia romana. Había dejado a su albacea y familiar Juan Martínez de Vitoria, canónigo de la catedral de Sevilla, 30.000 doblas de oro para este monasterio. En 1402 el cabildo de la ciudad otorgó al monasterio una carta de vecindad. La fundación fue aprobada en 1404 por Benedicto XIII, que le donó 5 000 doblas de oro y ornamentos eclesiásticos. En 1407 la suma de 30.000 doblas del albacea del anterior arzobispo fue incautada por el infante Fernando de Antequera, para sus campañas militares de la Reconquista. Los frailes solicitaron la devolución del dinero, solicitando su mediación al papa. El 23 de abril de 1409 Benedicto XIII solicitó que se le otorgase al monasterio los tercios reales de los diezmos de las vicarías de Sanlúcar la Mayor, Aznalcázar y Constantina, lo que fue aceptado por los reyes. Ese mismo año el papa donó a este monasterio 1000 florines. En 1410 el cabildo de la ciudad le dio al monasterio 3.000 maravedíes como limosna.
Per Afán de Ribera el Viejo, adelantado y notario mayor de Andalucía, asignó rentas perpetuas de productos agrícolas al monasterio y subvencionó la construcción de la iglesia a cambio de tener en ella enterramiento para él y para su familia.
El monasterio también contó con aportaciones de otras personas piadosas y muchos de sus monjes pertenecían a linajes ricos de la ciudad. Una de las familias que aportó bienes al monasterio fue la del duque de Veragua.
En 1494 el viajero Hieronymus Münzer describió el monasterio, del que le impresionaron gratamente sus jardines y huertas. También afirmó Münzer que la Cartuja de Sevilla era la segunda más rica de toda la Cristiandad, tras la de Pavía.
En 1513 consta que el monasterio tenía: viñedos en Dos Hermanas, Alanís, Alcalá del Río, Camas y Sevilla; huertas en Alcalá de Guadaíra, Alcalá del Río y Gelves; olivares en Camas, Santiponce y San Juan de Aznalfarache; cultivos de cereales en Camas, Carmona, Alcalá del Río, La Rinconada y Cantillana; y heredades y donadíos en Cambogaz (Camas), Casa Rubia (Alcalá del Río), Esteban de Arones o "Esteñadarenes" (San Juan de Aznalfarache), Alcalá del Río, Camas, Sevilla y Casaluenga (La Rinconada).
En este convento fue fraile Juan de Padilla, autor de Retablo de la vida de Cristo (1505), uno de los libros que tenía santa Teresa de Ávila en su juventud.
En 1526 Carlos V acudió a Sevilla con motivo de su boda con Isabel de Portugal. El emperador visitó este monasterio y donó su altar portátil, que estuvo en la sacristía. Felipe II pasó aquí tres días en mayo de 1570. El 4 de marzo de 1642 Felipe IV visitó el monasterio. En la iglesia leyó los epitafios de los Ribera y se cantó un solemne Te Deum.
Benito Arias Montano, erudito del siglo XVI, estuvo muy unido a este monasterio, donde tuvo varios retiros religiosos. En su testamento le legó su biblioteca y otros bienes.
Entre 1575 y 1576 santa Teresa de Ávila visitó este monasterio en varias ocasiones. En la Huerta Grande del convento conversaba con el prior, Fernando Pantoja, que fue uno de los que le dio limosnas. Por petición de Teresa, se edificó una capilla a Santa Ana en dicha huerta.
Cuando Teresa de Ávila fundó su convento de carmelitas descalzas de San José en Sevilla, en 1575, encargó a este prior que llevase el santísimo sacramento al mismo. En agradecimiento, ella le regaló dos relicarios: uno pequeño que llevaba siempre consigo y que tenía una espina de la corona de Cristo y otro grande. Estos se guardaron en la sacristía del monasterio cartujo. En la actualidad, se conservan en el convento de San José.
La cercanía del inmueble al río hizo que padeciera las riadas de 1485, 1595, 1603, 1626 y 1784.
La Cartuja tuvo dos hospederías: una en el exterior del edificio dando a la huerta Chica, hoy escritorios de la antigua fábrica de loza, donde se acogía a los parientes de los frailes, a los que iban de camino y a los peregrinos que se iban allí para hacer prácticas de piedad o ejercicios espirituales, y otra, en la que los monjes tenían dispuestos algunos departamentos con hermosos salones, que se encontraba cerca de la biblioteca y alojaba a personas de calidad, hombres de estudio y artistas. En esa fue donde Felipe II residió cuando visitó el monasterio, donde pintaron cuadros Francisco de Zurbarán y Francisco Pacheco y donde el entallador Pedro Duque Cornejo realizó algunas obras. Probablemente allí fue también donde Colón residió durante las largas temporadas que pasaba en Sevilla.
El terremoto de Lisboa de 1755 afectó gravemente al edificio.
El 24 de enero de 1810, al acercarse las tropas francesas a la ciudad, los frailes embarcaron algunos objetos de valor hacia Cádiz para evitar que fueran expoliados. No obstante, el barco fue interceptado en Sanlúcar de Barrameda por los franceses, que requisaron todo su contenido. En febrero de 1810 la ciudad fue ocupada por los franceses. En 1811 el mariscal Soult destinó el convento a cuartel de artillería y sede administrativa del ejército, poniéndolo a cargo del general Lery. Se vació de contenido religioso. La iglesia fue usada como almacén de víveres, la sacristía como carnicería, la capilla del Capítulo como bodega, la capilla de Santa María Magdalena como botica, el refectorio como almacén de grano. En el cementerio del monasterio construyeron una cocina. Los naranjos de una huerta de 2.000 pies fueron arrancados. Se creó un doble foso alrededor del edificio, con un puente levadizo en la puerta que daba al río. En el muro exterior, se pusieron baluartes y torres vigías. La entrada principal fue tabicada y, frente a la misma, se creó una plaza de armas para la tropa y la artillería.
Tras la expulsión de los franceses, los cartujos regresaron a Sevilla el 30 de septiembre de 1812. Fueron acogidos primero en el Oratorio de San Felipe Neri y regresaron a su convento el 28 de octubre.
En el Trienio Liberal, de 1820 a 1823, los bienes del monasterio fueron incautados y el monasterio fue exclaustrado para ser usado como casa de vecindad. El edificio les fue devuelto a los cartujos en 1823 y en 1827 su iglesia volvió a abrirse al culto. El 19 de febrero de 1836 el convento fue desamortizado por Mendizábal.

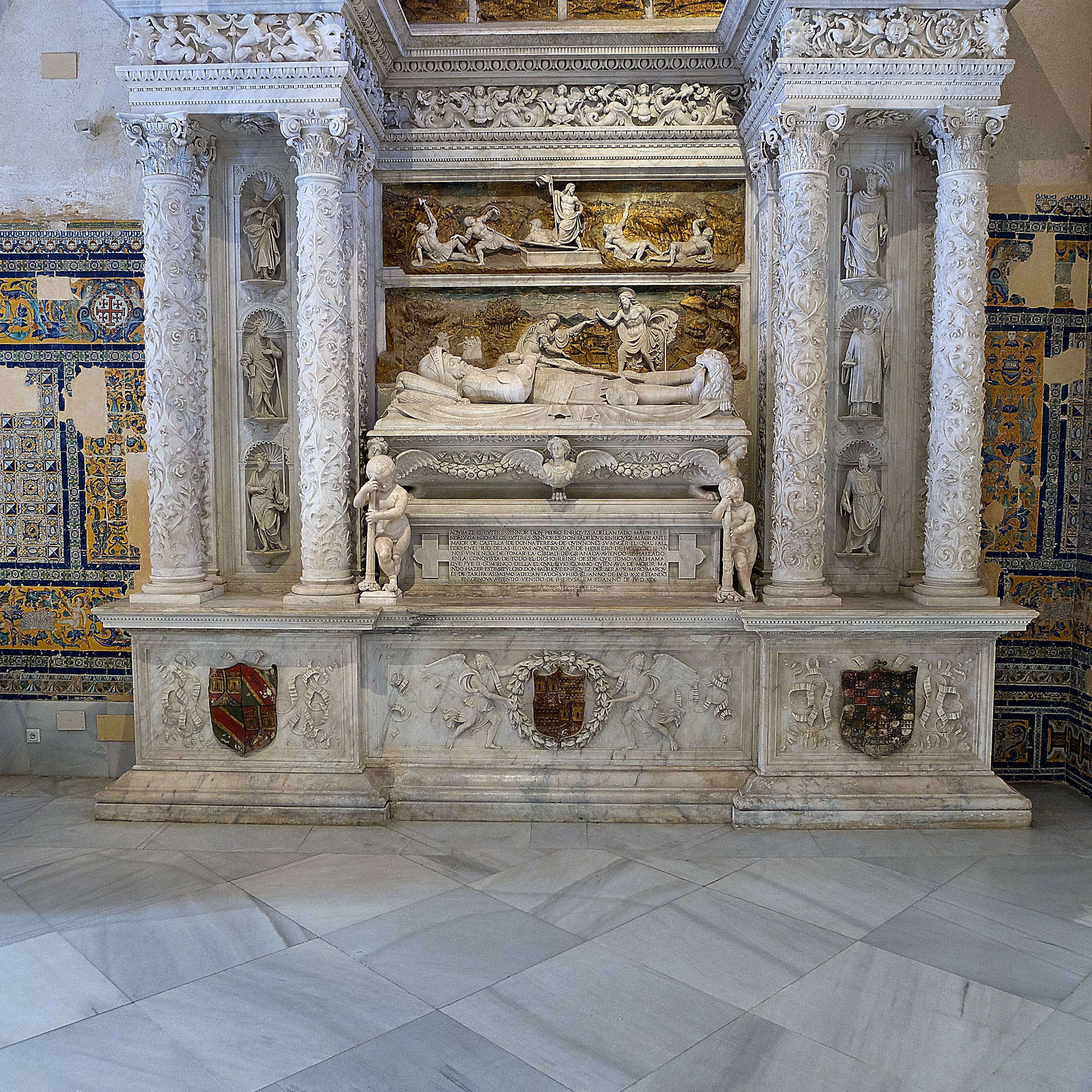
Sepulcro renacentista en mármol de Génova de Pedro Enríquez de Quiñones,

### La Cartuja y Cristóbal Colón

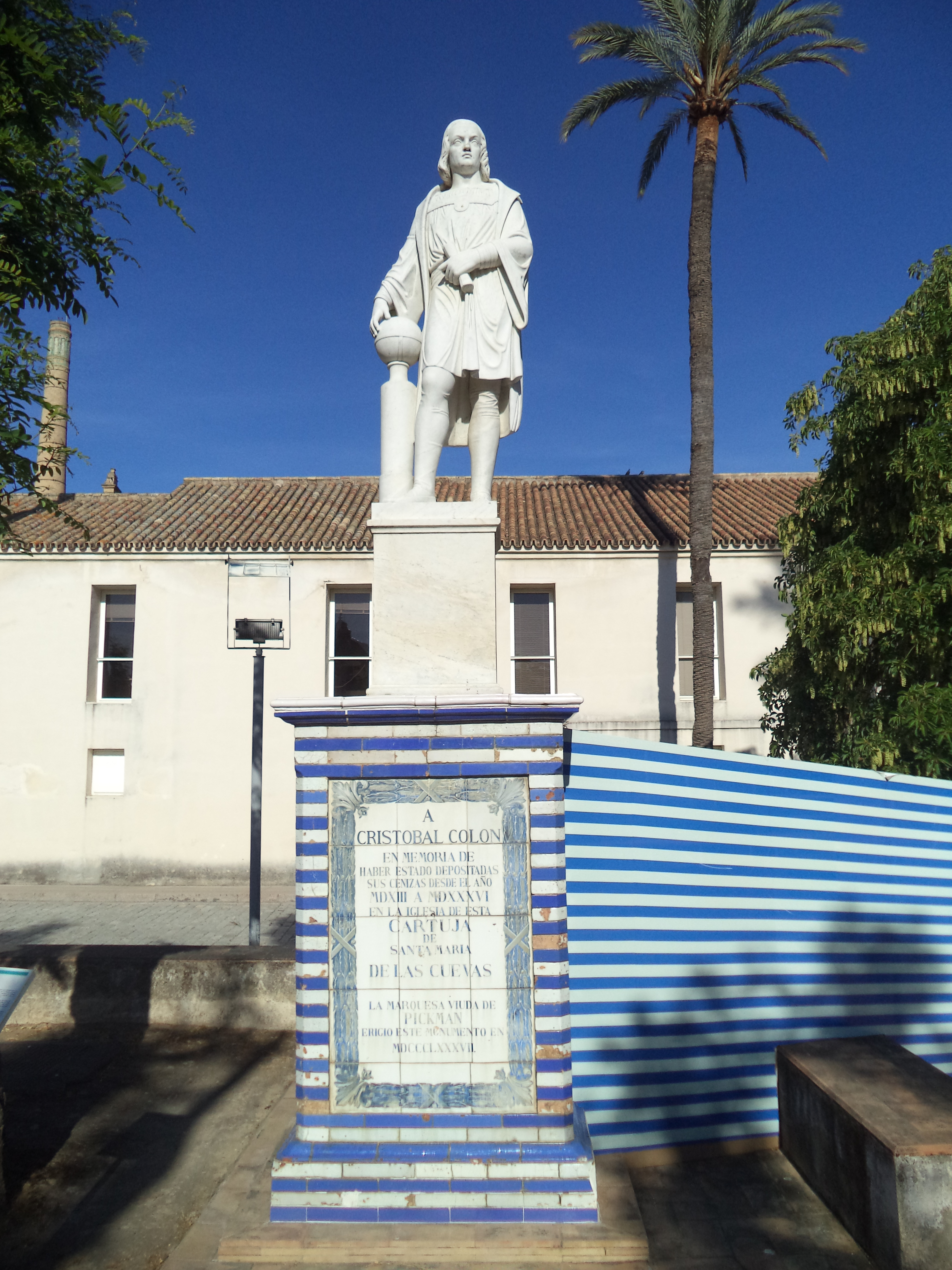
Monumento a Colón en la Cartuja, colocado por María Josefa Pickman en 1887

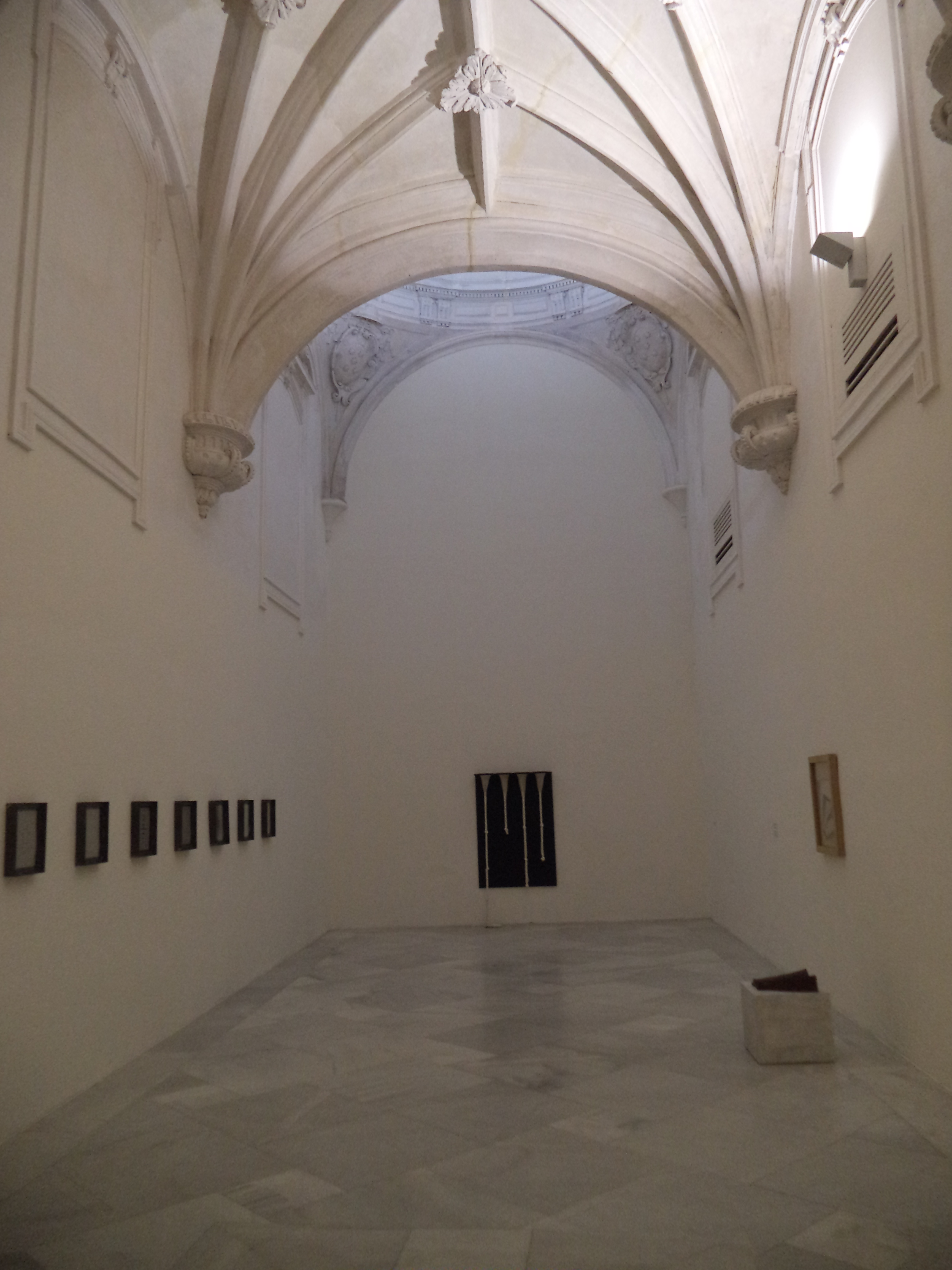
Interior de la capilla de Santa Ana del monasterio de Santa María de las Cuevas, donde hoy se expone arte moderno del Centro de Andaluz de Arte Contemporáneo

Entre los visitantes destacados, sobresale Cristóbal Colón (y su familia) que era amigo íntimo de fray Gaspar Gorricio (albacea testamentario y consejero espiritual de sus hijos), del que recibió apoyo mientras se encontraba en Sevilla preparando sus expediciones al Nuevo Mundo. Colón consultó documentos en la biblioteca del monasterio para preparar la defensa de sus argumentos en Salamanca antes de realizar su primer viaje.
El almirante hizo uso de las estancias del edificio para hospedarse mientras estaba en la ciudad, hecho decisivo para elegir la isla de la Cartuja como sede de la Exposición Universal de 1992. Gaspar le prestó su ayuda y conocimiento de las Sagradas Escrituras para la redacción del Libro de las profecías, que el almirante dedicó a los Reyes Católicos. El almirante tenía abundante correspondencia con Gorricio y le enviaba, además, importantes archivos, joyas y dinero propio para que los guardara, patrimonio que luego fue reclamado por sus herederos. Gaspar era un fraile sevillano de ascendencia italiana, de la ciudad de Novara.
Otro amigo cartujo de Colón fue el sacerdote Diego Luján, natural de Madrid. Fue hijo de Sancho de Padilla, rico-hombre de Enrique IV, y nieto de los Adelantados de Castilla. Los lujanes tenían parentesco con los condes de Paredes, los almirantes de Castilla y los Almodóvar. Diego Luján había desempeñado importantes cargos en la cartuja de Cazalla, Aniago, el Paular y Jerez y fue 3 veces prior de la cartuja sevillana.

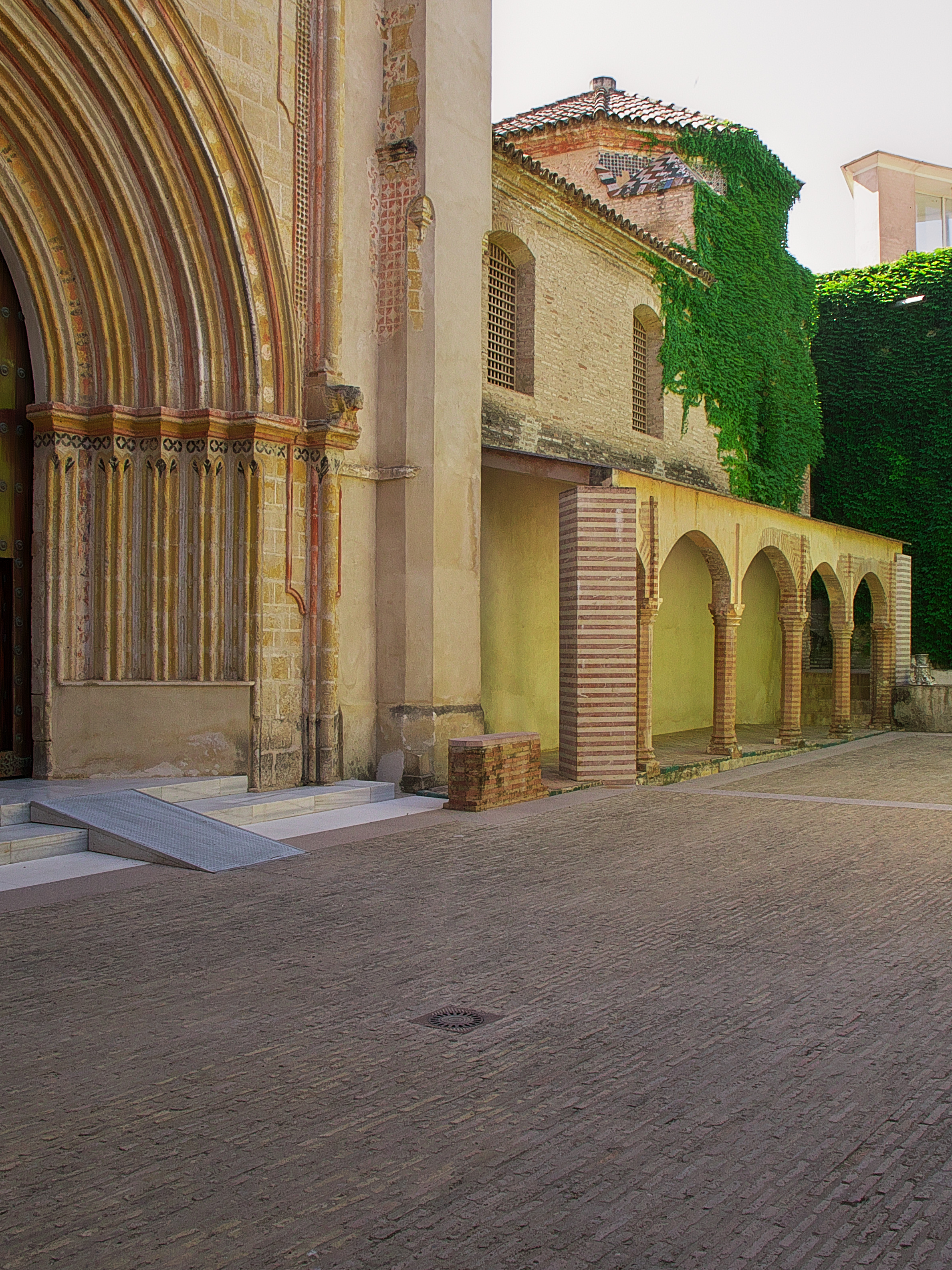
Capilla de Santa Ana donde reposaron los restos de Cristóbal Colón, hoy enterrado en la catedral de Sevilla

Otra amistad suya en el monasterio hispalense fue Rodrigo de Marchena, hijo del alcalde mayor, y que probablemente era familiar del fraile de la Rábida Antonio Marchena. Antonio Marchena, junto con Juan Pérez, ayudaron enormemente a Colón para la consecución de sus objetivos.
La Cartuja poseía también el señorío de Casaluenga. Adquirió la primera mitad de este el 18 de marzo de 1456 a los hermanos María, Alonso y Leonor de las Casas, y la segunda unos meses después, en abril. Esta posesión constaba de una próspera aldea poblada con señorío y vasallaje, con terrenos para la agricultura y la pesca. En esta Colón pasó largas temporadas antes y después del 1492, en compañía de Luján y Gorricio.
En 1502, en los preparativos de su cuarto viaje, Colón escribió una carta al papa Alejandro VI dándole cuenta de sus descubrimientos y de la necesidad de rescatar el Santo Sepulcro. Le indicaba la necesidad de que fueran a las tierras descubiertas frailes benitos, jerónimos, cartujos y otros para predicar.
El almirante propuso que los cartujos fundaran un monasterio en La Española y propuso a Gaspar Gorricio como prior y que este fuera acompañado de otros seis frailes para que instruyeran a los habitantes de esos territorios. Sin embargo, los cartujos se negaron, porque los priores de la orden estaban obligados a reunirse periódicamente para elecciones generales y nombramiento de sus cargos, lo que se hacía difícil si los priores se iban tan lejos.
Cristóbal Colón falleció en Valladolid el 20 de mayo de 1506, de manera casual, ya que se encontraba de camino a la corte itinerante de Fernando el Católico. Sus funerales se celebraron en la Iglesia de la Antigua de Valladolid y se depositó su cadáver en el Convento de San Francisco de la ciudad. Su hijo Diego Colón mandó trasladar los restos de Colón al monasterio de la Cartuja, probablemente, por el cariño que sentía Colón hacia este lugar. Los restos fueron entregados a la comunidad cartuja de Sevilla el 11 de abril de 1509. El traslado fue realizado por un primo de Cristóbal Colón, Juan Antonio Colón, que a su vez fue mayordomo de Cristóbal y de su hijo Diego. Solo existían en el monasterio de Santa María de las Cuevas dos bóvedas funerarias: la de los Ribera, en la iglesia grande, y la de los Henríquez, en la capilla de los Duques de Alcalá, sita en el Claustrillo. Probablemente se situaron los restos en la de los Henríquez hasta que, en 1523, se finalizó la capilla de Santa Ana. También se ha dicho que en la capilla de Santa Ana se enterró también a su hermano Bartolomé Colón, sin embargo es probable que esto sea una errata, y que se refirieran a la tumba de su hermano Diego.
El 24 de febrero de 1526 falleció el hijo de Colón, también llamado Diego, en el municipio de la Puebla de Montalbán, provincia de Toledo, cuando se dirigía a Sevilla para asistir a las bodas de Carlos V con Isabel de Portugal. Su cadáver fue trasladado al monasterio junto con el de su padre y su tío. El último Colón enterrado en la capilla de Santa Ana fue el sobrino nieto de Cristóbal Colón, Luis Colón y Toledo, tercer almirante de la Mar Océana, quien permutó los cargos de virrey y gobernador de las Indias por los de duque de Veragua y marqués de Jamaica. Los restos de Luis fueron trasladados a Santo Domingo a comienzos del siglo XVII.
En el siglo XVI los restos de Cristóbal Colón fueron exhumados para llevarlos rumbo a Santo Domingo, aunque en 1899 se situaron de forma definitiva en la catedral de Sevilla.
Cristóbal Colón, según la tradición, plantó un ombú, planta arborescente que todavía puede ser visitada en el conjunto.
Los restos del hermano de Cristóbal Colón, Diego Colón, se encuentran en la actualidad en el Museo de la Fábrica de Loza de La Cartuja de Sevilla, situado en las instalaciones actuales de la factoría. Gracias a estos restos se ha podido demostrar donde estaban los del almirante.
María Josefa Pickman y Martínez de la Vega, viuda del marqués de Pickman, mandó colocar un monumento a Cristóbal Colón en 1887 en los jardines.

### Fábrica de loza

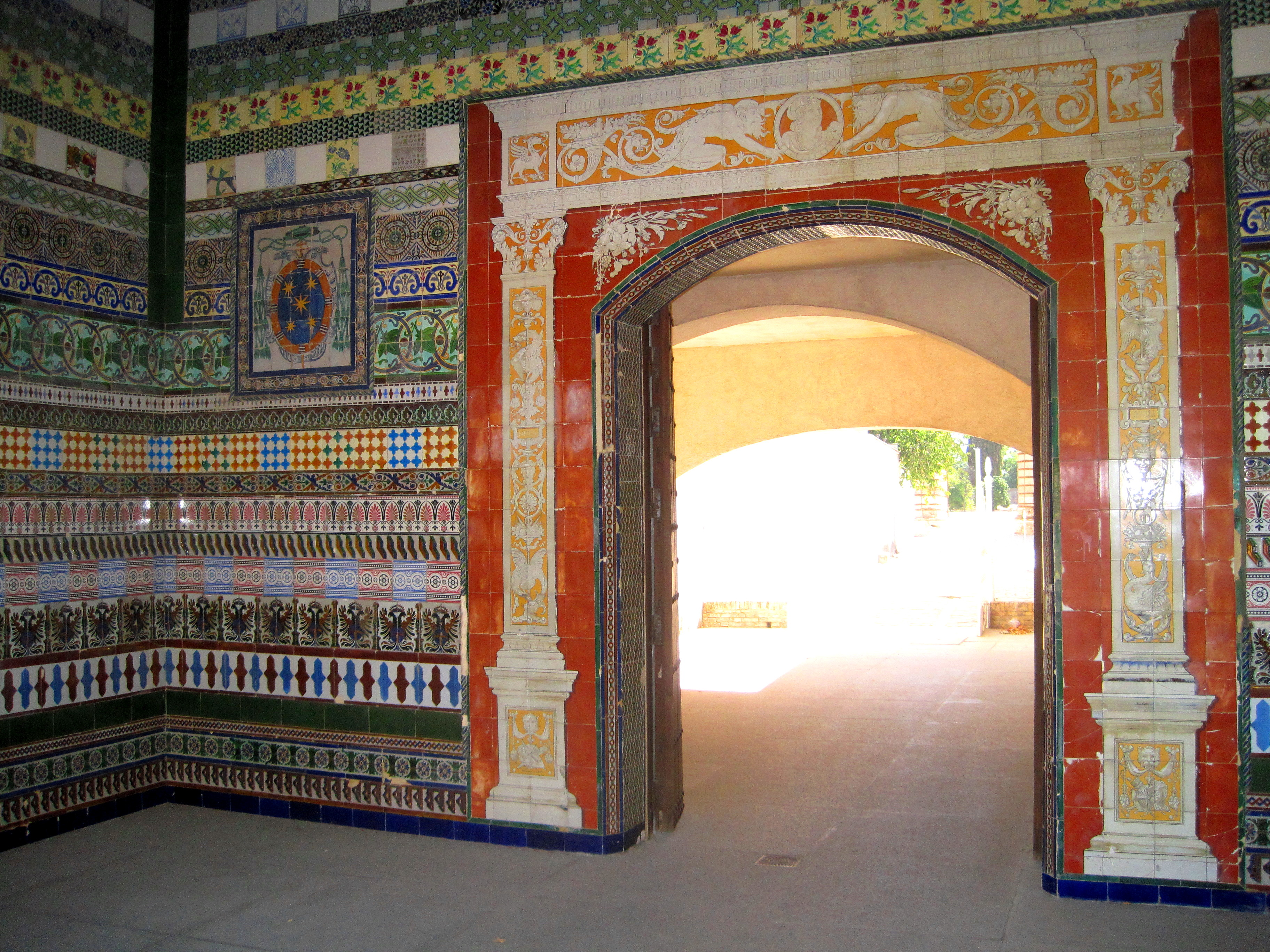
Fábrica de loza

Tras ser desamortizado en 1836 fue usado como prisión. Albergó a unos doscientos reclusos. En 1838 el comerciante Carlos Pickman, procedente de Liverpool, solicitó el inmueble a la Junta de Enajenación de Conventos Suprimidos de la Provincia de Sevilla. Los presos fueron trasladados al antiguo Convento de la Trinidad. Pickman adquirió todo el monasterio en 1838 con excepción de las huertas Grande, Vieja y del Compás, que fueron arrendadas a otros. Estas tres huertas también fueron adquiridas por Pickman en 1879. Pickman convirtió el edificio en su fábrica de loza, que comenzó en 1841.
En 1873 Amadeo I otorgó a Carlos el título de marqués de Pickman por la notoriedad que había alcanzado su empresa.
El edificio se reformó para servir como fábrica. En el siglo XIX se colocaron hornos con chimeneas en forma de botella. En la década de 1950 dejaron de emplearse y se construyeron otros con chimeneas de tipo túnel.
Fue declarado Monumento Nacional en 1964 y en 1982 fue expropiado por el Ministerio de Obras Públicas. La fábrica se trasladó a Salteras.

### Exposición Universal de 1992
En 1986 fue restaurado por la Consejería de Cultura de la Junta de Andalucía.
Albergó el pabellón Real en la Exposición Universal de 1992, que tuvo lugar en Sevilla con motivo del V Centenario del Descubrimiento de América. En él se encontraba la recepción de las visitas de los jefes de Estado y de gobierno que acudieron a la muestra.

### Tras la Expo
Entre 1988 y 1995 el arquitecto Guillermo Vázquez Consuegra reformó parte de la antigua fábrica de cerámica para ser la sede del Instituto Andaluz de Patrimonio Histórico, que tiene allí sus talleres.
A partir de 1997 comenzó a funcionar como museo al convertirse en sede el Centro Andaluz de Arte Contemporáneo asumiendo para sí la gestión del personal y las colecciones que han sobrevivido del Conjunto Monumental de la Cartuja así como del Museo de Arte Contemporáneo de Sevilla. Por decreto pasó a ser un organismo autónomo dependiente de la Consejería de Cultura de la Junta de Andalucía. También alberga el rectorado de la Universidad Internacional de Andalucía.

## Patrimonio en el monasterio

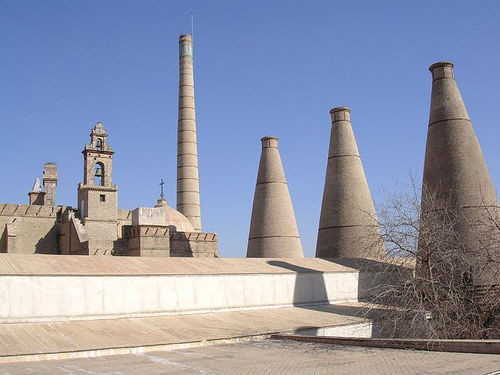
Chimeneas de la antigua fábrica de loza, desde el exterior del recinto. Fue usado como pabellón Real durante la Expo '92

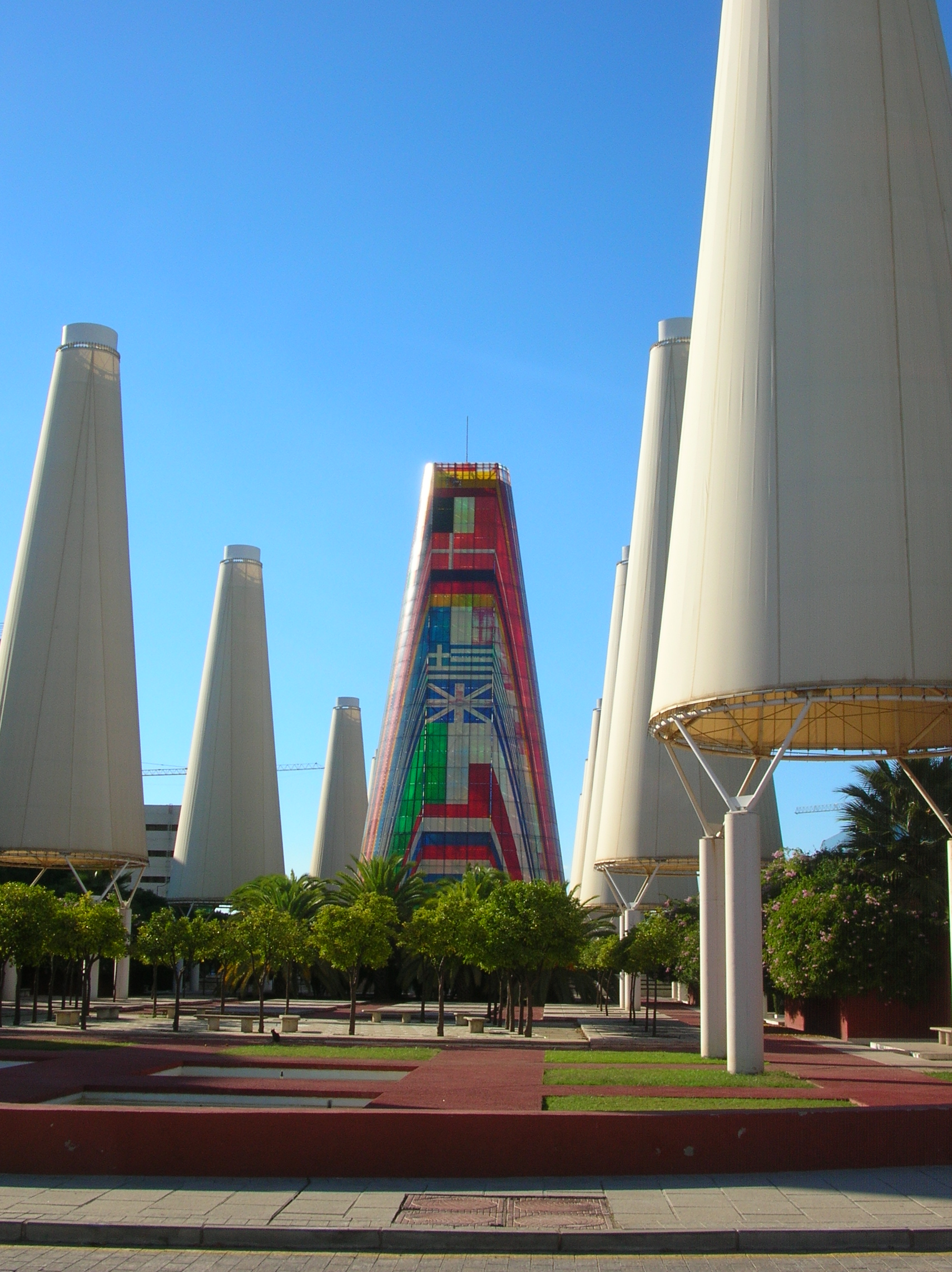
El pabellón de la Unión Europea de la Expo '92 cuenta con chimeneas inspiradas en las de la fábrica de la Cartuja

Entre las piezas que conserva el monasterio se encuentran las siguientes:
- Sepulcro de Pedro Enríquez. Antonio María Aprile da Carona y Pace Gazzini. 1525. Sala capitular.[48]
- Sepulcro de Catalina de Ribera. Antonio María Aprile da Carona y Pace Gazzini. 1525. Sala capitular.[48]
- Sepulcro de Per Afán de Ribera y sus esposas María Rodríguez Mariño y Aldonza de Ayala. Antonio María Aprile da Carona y Pace Gazzini. 1531. Sala capitular.[49]
- Sepulcro de Ruy López de Ribera y su esposa Inés de Sotomayor. Antonio María Aprile da Carona y Pace Gazzini. 1531. Sala capitular.[49]
- Sepulcro de Per Afán de Ribera II y sus esposas Teresa de Córdoba y María de Mendoza. Antonio María Aprile da Carona y Pace Gazzini. 1531. Sala capitular.[49]
- Sepulcro de Diego Gómez de Ribera y su esposa Beatriz de Portocarrero. Antonio María Aprile da Carona y Pace Gazzini. 1531. Sala capitular.[49]
- Lauda sepulcral de Per Afán de Ribera y Portocarrero. Escultor Juan Bautista Vázquez el Viejo y fundidor Bartolomé Morel. 1573. Claustro mudéjar.[50]
- Estatua sepulcral de Juana de Zúñiga. Diego de Pesquera. 1575. Claustro mudéjar.[51]
- Estatua sepulcral de Catalina Cortés. Diego de Pesquera. 1575. Claustro mudéjar.[51]
- Retablo mayor de la capilla de Afuera. Francisco de Acosta el Mayor. Hacia 1780. In situ.[52]
- Sillería de legos. Agustín de Perea y Juan de Valencia. 1697-1710. Almacenes del monasterio.[53]

## Patrimonio procedente del monasterio

### Escultura
- Retablo del Sagrario. Retablo realizado por Bernardo Simón de Pineda, con esculturas de Pedro Roldán y dorado y policromado por Miguel Parrilla. 1626. Cartuja de la Defensión. Jerez de la Frontera.[54]
- San Juan Bautista. Juan de Mesa. 1623-1624. Museo de Bellas Artes de Sevilla.[55]
- Virgen con el Niño. Juan de Mesa. 1623-1624. Museo de Bellas Artes de Sevilla.[55]
- Virtudes cardinales. Juan de Solís. 1617-1618. Museo de Bellas Artes de Sevilla.[55]
- Sillería del coro de monjes. Agustín de Perea y Juan de Valencia. 1697-1710. Catedral de Cádiz.[56]
- Cristo de la Clemencia. Juan Martínez Montañés. 1603. Catedral de Sevilla.[57]
- Virgen con el Niño. Mercadante de Bretaña. Siglo XV. Museo de Bellas Artes de Sevilla.[58]
- San Bruno. Juan Martínez Montañés. 1634. Museo de Bellas Artes de Sevilla.[58]
- Sepulcro de Gonzalo de Mena. Anónimo. Siglo XV. Catedral de Sevilla.[59]

### Cuadros
- San Hugo en el refectorio de los Cartujos. Francisco de Zurbarán. Hacia 1655. Museo de Bellas Artes de Sevilla.[60]
- Visita de san Bruno al papa Urbano II. Francisco de Zurbarán. Hacia 1655. Museo de Bellas Artes de Sevilla.[60]
- Virgen de los cartujos. Francisco de Zurbarán. Hacia 1655. Museo de Bellas Artes de Sevilla.[60]
- Niño de la espina. Francisco de Zurbarán. Hacia 1645-1650. Museo de Bellas Artes de Sevilla.[60]
- Tríptico de San Juan Bautista. Rogier van der Weyden. Museos Estatales de Berlín. Alemania.[60]
- Sagrada Cena. Alonso Vázquez. Hacia 1588. Museo de Bellas Artes de Sevilla.[60]
- Sagrada Familia con santa Ana, san Joaquín y san Juan Bautista. Francisco de Zurbarán. Hacia 1630-1636. Colección del marqués de Campo Real. Madrid.[60]
- Quizás también provenga de este monasterio el Descanso en la huida a Egipto. Francisco de Zurbarán. Hacia 1659. Museo de Bellas Artes de Budapest.[60]
- San Pablo. Diego Velázquez. 1619-1620. Museo de Cataluña. Barcelona.[60]
- Santo Tomás. Diego Velázquez. 1619-1920. Museo de Bellas Artes de Orleans. Francia.[60]
- Apóstol. Diego Velázquez. 1619-1620. Colección del duque de Saltés. Madrid.[60]
- San Pedro Mártir. Vasco Pereira. Hacia 1580. Museo de Bellas Artes de Sevilla.[60]

## El monasterio

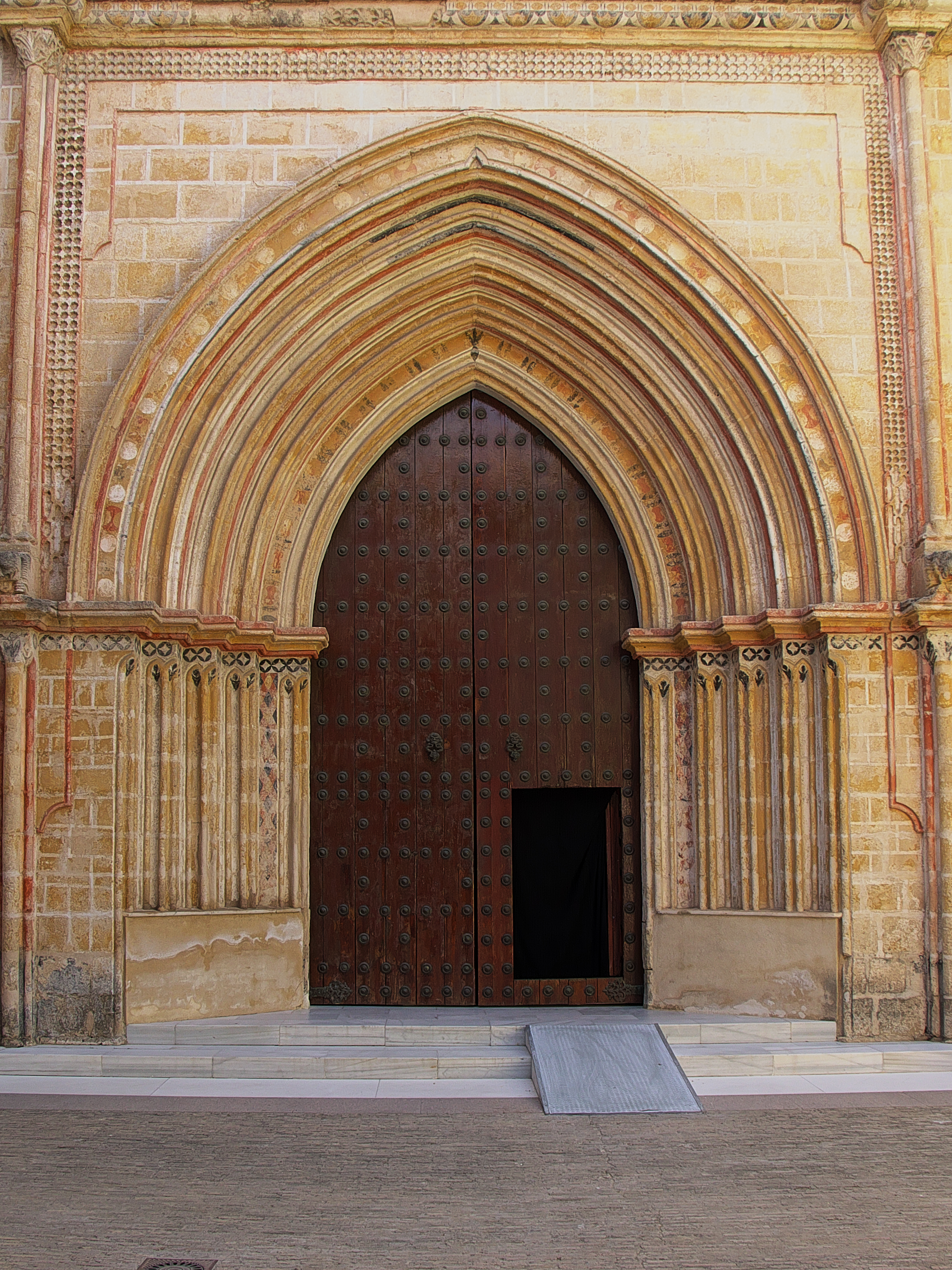
Portada gótica de la Iglesia de la Cartuja. 1419

La portada principal se encuentra en el lado occidental de la tapia exterior. Fue realizada por Ambrosio de Figueroa en 1766. Ambrosio de Figueroa fue maestro de obras de este monasterio en el siglo XVIII.
Pasada la portada principal hay un terreno, pasado el cual está la portada del Ave María o de las Cadenas, construida a principios del siglo XV que, a ambos lados, tiene dos escudos heráldicos de arzobispo Gonzalo de Mena. El escudo heráldico tiene un capelo cardenalicio y cinco soles de oro sobre fondo azul. Este fue usado siempre por los cartujos como escudo oficial del monasterio.
El monasterio tiene otra portada en su tapia exterior, que da hacia el Guadalquivir y es conocida como puerta del Río. Es atribuida a Diego Antonio Díaz, de entre finales del siglo XVII y comienzos del XVIII. Está decorada con azulejos de este periodo.
La iglesia del monasterio fue realizada entre 1410 y 1419. Fue ampliada en 1526. Tiene fachada de esquema abocinado gótico con decoración mudéjar y plateresca. Su interior consta de una sola nave cubierta con bóveda de crucería, destaca la zona del presbiterio, donde la bóveda es de tipo abanico. Entre 1613 y 1614 se añadió decoración con yeserías a la bóveda. Los muros contaban con un zócalo de azulejos del siglo XVI atribuido a Alonso García que, a finales del siglo XX, fue desmontado y guardado en el almacén.
Desde la nave de la epístola se puede acceder al claustrillo, que permite el acceso al refectorio. En el refectorio destaca el artesonado de pino de Flandes, realizado en 1587 por los carpinteros Diego Cerezo y Lucas de Cárdenas. El refectorio fue ampliado en 1588 y, en esta ampliación, se pusieron paneles cerámicos en sus muros.
La capilla de la Magdalena fue donde estuvo primera iglesia del monasterio, creándose las primeras estancias junto a ella a comienzos del siglo XV. En la capilla de la Magdalena tuvo un retablo mayor que tenía en el centro una estatua de Santa María Magdalena. Esta figura fue sustituida por otra de la misma santa, realizada por Pedro Duque Cornejo en 1751. La capilla también albergaba un retablo donado a la Cartuja en 1467 por el rey Alfonso V de Portugal que tenía en el centro a un Cristo Crucificado. Este retablo fue restaurado entre 1709 y 1710. Cuando el arzobispo Gonzalo de Mena falleció, en 1401, fue enterrado en un sepulcro en la capilla de Santiago de la catedral. En 1594 este sepulcro fue trasladado a la capilla de la Magdalena. En 1837 fue colocado de nuevo en la capilla de Santiago de la catedral.
La siguiente estancia es la sala capitular, construida en el siglo XV. Destaca su bóveda y las numerosas esculturas decorativas de carácter gótico. Las paredes cuentan con zócalos cerámicos de 1607.
En la iglesia estuvieron los sepulcros de la familia Ribera, principal benefactora del monasterio, realizados en el siglo XVI. No obstante, los sepulcros de Pedro Enríquez y Catalina de Ribera, también del siglo XVI, se encontraban en la sala capitular. En 1838 todos los sepulcros fueron trasladados a la Iglesia de la Anunciación y, en la década de 1970, fueron trasladados al Panteón de Sevillanos Ilustres, que se encuentra en la cripta de esa iglesia. Antes de la Expo de 1992 se colocaron en la sala capitular de la Cartuja, donde permanecen, con excepción de la lauda sepulcral de bronce de Per Afán de Ribera y Portocarrero, I duque de Alcalá y virrey de Nápoles, que se situó en un muro del claustro mudéjar.
La capilla de Afuera, o capilla Pública, fue dañada por el terremoto de 1755, por la riada de 1757 y por un fuerte temporal en febrero de 1759, por lo que los frailes decidieron su derribo. Ambrosio de Figueroa realizó una nueva, que fue terminada en 1766.

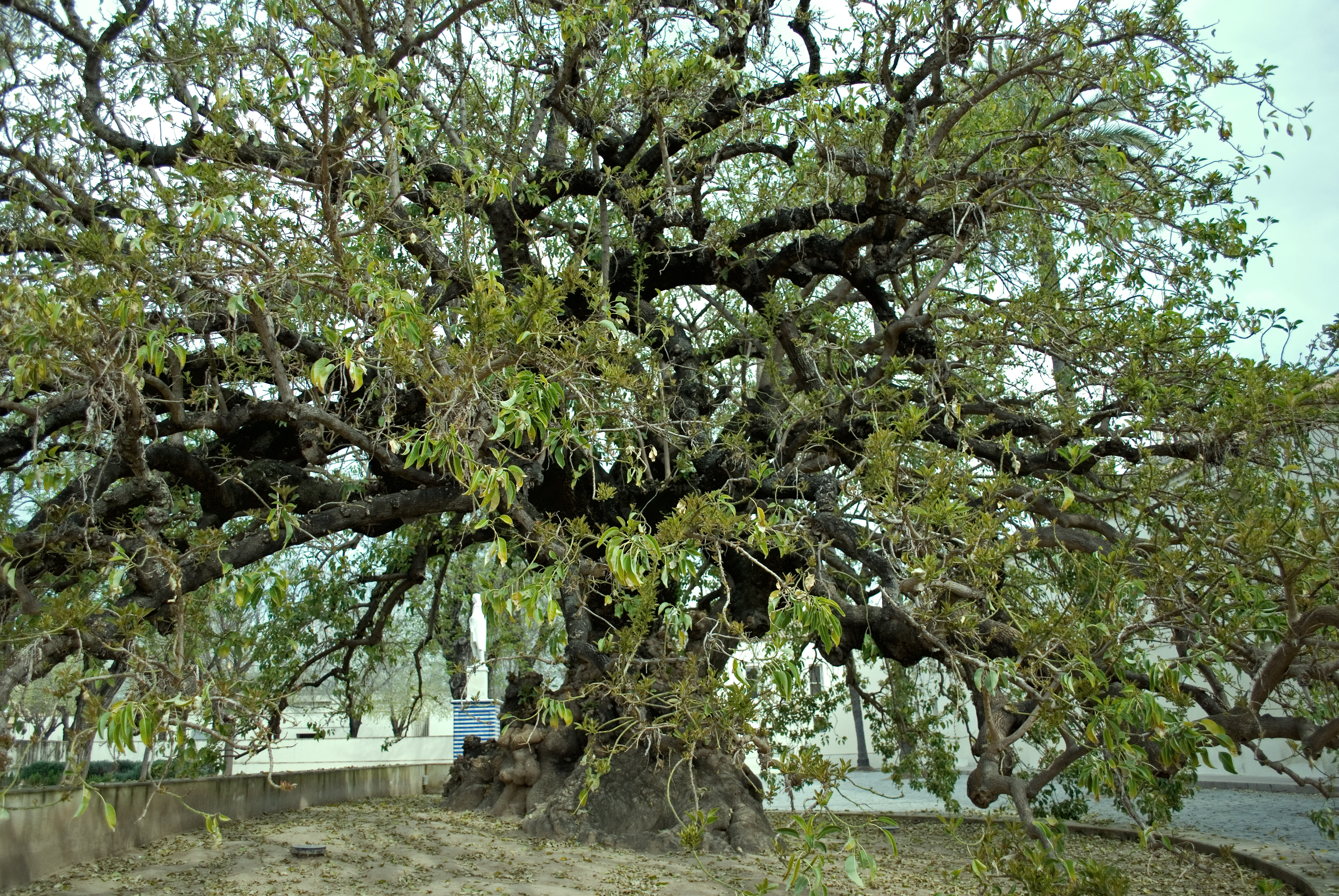
Vista del ombú, que según la tradición, plantó Cristóbal Colón en los jardines de la Cartuja.

El monasterio tenía cuatro claustros. El Claustrillo es un pequeño claustro mudéjar del siglo XV. El claustro de los Monjes, o Gran Claustro fue comenzado a construir en el siglo XV y fue reformado en los siglos XVII y XVIII. Una cuarta parte del mismo era el cementerio del monasterio, donde los franceses construyeron una cocina en el siglo XIX. En su uso como fábrica, se situaron hornos para la producción de loza. El claustro de Legos fue construido en el siglo XV. Muchas zonas del mismo se derribaron para la construcción de la fábrica. El claustro de San Miguel no existe actualmente. Era llamado así por albergar, presidiéndolo, un lienzo de San Miguel Arcángel. A través del claustro de San Miguel se accedía a la capilla de San Bruno, construida en 1441.

### Capilla de Santa Ana
En 1419 el adelantado de Andalucía, Per Afán de Rivera el Viejo, construyó una iglesia para los cartujos en su monasterio. En 1523 se finalizó la capilla como una ampliación de dicha iglesia. Sus yeserías fueron colocadas en 1604. Mide 13,80 metros de largo por 4,84 metros de ancho. El retablo del altar primitivo contenía un antiguo cuadro de Santa Ana, que se conservó allí hasta que fue trasladado por decisión de santa Teresa de Ávila. El lugar que dejó vacío se llenó con el Cristo de la Clemencia, de Juan Martínez Montañés, que donó al convento el capitular Mateo Vázquez de Leca. Esta imagen se encuentra actualmente en la catedral. La bóveda funeraria de Colón se encuentra enterrada en el centro de la capilla.